# شکارچیان روح: امپراتوری یخ‌زده
شکارچیان روح: امپراتوری یخ‌زده (انگلیسی: Ghostbusters: Frozen Empire) یک فیلم کمدی ماوراء طبیعی آمریکایی محصول ۲۰۲۴ به کارگردانی گیل کنان است که فیلم‌نامهٔ آن را مشترکاً به همراه جیسون رایتمن نوشت. این فیلم دنباله‌ای بر فیلم شکارچیان روح: افترلایف (۲۰۲۱) و پنجمین فیلم از مجموعه فیلم‌های شکارچیان روح به‌شمار می‌رود. پل راد، کری کون، فین ولفهارد، مکینا گریس، سلست اوکانر و لوگان کیم نقش‌هایشان در افترلایف و در کنارش بیل مری، دن اکروید، ارنی هادسون، آنی پاتس، و ویلیام آترتون نقش‌هایشان در فیلم‌های اولیه را تکرار می‌کنند و کمیل نانجیانی و پتن اسوالت به گروه بازیگران می‌پیوندند. داستان فیلم سه سال پس از رخدادهای افترلایف جریان دارد و شکارچیان ارواح سابقه‌دار باید به نیروهای جدید خود بپیوندند تا جهان را از شر دشمن قدرتمندی که به دنبال ایجاد ارتش شبح‌وار است نجات دهند.
پس از موفقیت افترلایف، سونی دنباله آن را در آوریل ۲۰۲۲ اعلام کرد و رایتمن به عنوان کارگردان بازگشت. کنان در دسامبر ۲۰۲۲ کارگردانی رایتمن را بر عهده گرفت، در حالی که بقیه بازیگران نقش‌های خود را تکرار کردند. بازیگران جدید از جمله نانجیانی، اسوالت، آکاستر و لیند در مارس ۲۰۲۳ معرفی شدند و فیلمبرداری از همان ماه آغاز شد.
شکارچیان روح: امپراتوری یخ‌زده نخستین نمایش جهانی خود را در تئاتر AMC 13 در میدان لینکلن شهر نیویورک در ۱۴ مارس ۲۰۲۴ داشت و در ۲۲ مارس ۲۰۲۴ به‌وسیلهٔ گروه سینمایی سونی پیکچرز تحت برچسب کلمبیا پیکچرز در ایالات متحده اکران شد. این فیلم نقدهای متفاوتی از سوی منتقدان دریافت کرد.